# Elecciones estatales de Jalisco de 1970
Las elecciones estatales de Jalisco de 1970 se llevó a cabo el domingo 15 de noviembre de 1970, y en ellas se renovaron los cargos de elección popular en el estado mexicano de Jalisco
- Gobernador de Jalisco. Titular del Poder Ejecutivo y del Estado, electo para un período de seis años no reelegibles en ningún caso. El candidato electo es Alberto Orozco Romero del Partido Revolucionario Institucional.
- 124 Ayuntamientos. Compuestos por un Alcalde Municipal y regidores, electo para un período de tres años no reelegibles para un período inmediato.
- Diputados al Congreso 30 electos por una mayoría de cada uno de los Distritos Electorales.

## Resultados Electorales

### Gobernador
- Alberto Orozco Romero  Hecho (PRI)

### Ayuntamientos

#### Municipio deGuadalajara
- Guillermo Cosío Vidaurri  Hecho

#### Municipio de Zapopan
- Constancio Hernández Allende  Hecho

#### Municipio de Chapala
- Donato Pantoja Ibarra  Hecho